# Florian Hafner
Florian Hafner (* 1994) ist ein Schweizer Unihockeyspieler. Er steht beim Nationalliga-B-Vertreter UHC Pfannenstiel Egg-Maur-Oetwil am See unter Vertrag.

## Karriere

### UHC Uster
Hafner begann seine Karriere beim UHC Uster. 2013/14 gehörte er dem Stamm der ersten Mannschaft an. In seiner ersten Nationalliga-A-Saison absolvierte er 29 Partien, in welchen er insgesamt 12 Skorerpunkte sammelte. In seiner zweiten Saison konnte er nicht an seine Leistungen aus der Vorsaison anknüpfen und sicherte sich nur 8 Skorerpunkte. 2015/16 konnte er seine Punkteausbeute auf 22 Skorerpunkte erhöhen. Eine Saison später kam er lediglich auf 19 Partien. Am Ende der Saison standen fünf Punkte auf seinem Skore.
Bis zu seinem Wechsel zum UHC Pfannenstiel Egg-Maur-Oetwil am See absolvierte er 102 Partien im Dress des UHC Uster. Dabei gelangen ihm 25 Tore und 22 Torvorlagen.

### UHC Pfannenstiel Egg-Maur-Oetwil am See
Am 28. Mai 2017 gab der Nationalliga-B-Aufsteiger UHC Pfannenstiel Egg-Maur-Oetwil am See den Transfer des Allrounders bekannt.